# Réverbération (optique)
En optique, la réverbération est un phénomène physique par lequel une surface renvoie une partie des rayons lumineux qui l'atteignent. Les différents types de surfaces ont un indice de réverbération propre qui correspond à leur taux de réverbération – c'est-à-dire à la part des rayons reçus qui sont réfléchis.
De façon simple, on peut considérer que plus une surface est claire (au sens du spectre des couleurs), plus son indice de réverbération est fort. C'est sans aucun doute la neige qui est la surface naturelle qui renvoie le plus de rayonnements solaires, de l'ordre de 75 à 90 %. À l'inverse, l'eau et l'herbe ont des taux de réverbération faibles, en moyenne 5 % et 3 % respectivement. Le sable, avec un taux voisin de 15 %, favorise le bronzage sans provoquer de brûlures rapides comme peut le faire la neige.

## Pourcentage de réverbération pour quelques surfaces
- Surface de lac : 2 à 4 %
- Forêt de conifères : 5 à 15%
- Sol sombre : 5 à 15%
- Surface de la mer : 10 à 20%
- Cultures : 15 à 25%
- Calcaire : 40 à 45%
- Sable léger et fin : 15 à 35%
- Eau transparente : 5 à 10%
- Glace : 50 à 60%
- Neige tassée : 40 à 70%
- Neige fraîche : 75 à 90%
- Miroir parfait : 100%